# Luis Aragonés
Luis Aragonés Suárez  (Hortaleza, Madrid, 28 de julio de 1938-Madrid, 1 de febrero de 2014) fue un futbolista y entrenador de fútbol español. Fue entrenador de la Selección de España entre 2004 y 2008, proclamándose campeón de Europa en 2008. Es considerado como una de las mayores leyendas del Atlético de Madrid y del fútbol español.
Como futbolista, ocupó la demarcación de centrocampista y desarrolló la mayor parte de su carrera en el Club Atlético de Madrid (1964-1974), con el que logró tres Ligas, dos Copas y un subcampeonato en Copa de Europa. En el total de su carrera, disputó 360 partidos en Primera División y anotó 160 goles. Fue internacional absoluto en 11 partidos con España (1965-1972).
Como entrenador, dirigió a nueve clubes –Atlético, Barcelona, Espanyol, Betis, Sevilla, Valencia, Mallorca, Oviedo y Fenerbahçe–, sumando un total de 757 partidos en Primera División. Con el Atlético, club de su debut como entrenador en 1974, logró una Liga, tres Copas, una Supercopa, una Intercontinental y un subcampeonato en la Recopa de Europa.

## Trayectoria como jugador
Luis Aragonés nació el 28 de julio de 1938, en el desaparecido municipio de Hortaleza (actual distrito de la ciudad de Madrid). Empezó jugando en el colegio de los jesuitas de Chamartín y posteriormente pasó al Club Getafe Deportivo, actual Getafe Club de Fútbol, hasta 1958, año en el que fichó por el Real Madrid, en el conjunto getafense consiguió un subcampeonato de la Primera Regional de Castilla en la temporada 56/57 y en la siguiente temporada el campeonato de Tercera División de España. Con el equipo blanco no dispone de oportunidades, y finalmente es cedido durante las siguientes temporadas a cuatro equipos: Real Club Recreativo de Huelva, Hércules, Úbeda y Plus Ultra.
A mediados de la temporada 1960-61, empieza a jugar en calidad de cedido en el Real Oviedo, equipo con el que debuta en Primera División el 11 de diciembre de 1960, ante el Mallorca. Con este club juega hasta final de temporada. En la temporada siguiente ficha por el Betis, en el que milita tres temporadas disputando 82 partidos y marca 33 goles, desvinculándose del Real Madrid, con el que no llegó a debutar en partido oficial.
En 1964 se incorpora al Club Atlético de Madrid. En ese club jugaba como interior derecho erigiéndose en el cerebro organizador del ataque rojiblanco. Aragonés, cuyo juego y visión fue mejorando año tras año, también llegó a ser un gran especialista en tiros de falta y penaltis. En su primera temporada en el Atlético consiguió una Copa del Rey y quedó segundo en el campeonato de Liga. Al año siguiente Luis conseguiría su primer Campeonato de Liga. En los siguientes años consiguió otras dos Ligas y otra Copa. En la temporada 1969-1970 obtuvo el Trofeo Pichichi, compartido con Amancio Amaro y José Eulogio Gárate; los tres anotaron 16 goles.
En su última temporada como futbolista (1973/74), disputó el 15 de mayo de 1974 ante el Bayern de Múnich la final de la Copa de Europa en el Estadio Heysel de Bruselas. Luis adelantó a los atléticos con gol de tiro libre directo en la prórroga, celebrando el gol desde el momento en que el balón superó la barrera. A pesar del gol de Aragonés, el equipo alemán empató en la última acción del encuentro, teniendo que disputarse dos días después el desempate, donde se impuso el conjunto bávaro por 4-0. Este fue el colofón de su carrera como jugador, retirándose con casi 36 años.

## Trayectoria como entrenador
En la temporada 1974-75, debuta en los banquillos. Luis Aragonés, que esa temporada había jugado seis partidos de Liga, decide tras la petición del club, retirarse como futbolista e iniciar su carrera como entrenador. Sustituyó en el banquillo a Juan Carlos Lorenzo en la décima jornada liguera. Esa primera temporada, el Atlético, vigente subcampeón de Europa, disputa la Copa Intercontinental ante Club Atlético Independiente, debido a que el Bayern de Múnich rechazó disputarla por los problemas políticos acontecidos en Argentina. El Atlético se proclamó campeón mundial, siendo el único equipo europeo en lograrlo sin haber sido previamente campeón de Europa. En 1976 gana la Copa del Rey y en 1977 gana su única Liga como entrenador. Al finalizar la temporada 1977-78, abandona el banquillo rojiblanco, aunque en la temporada siguiente entrena al equipo temporalmente, entre las jornadas 6 y 9. En la temporada 1979-80 vuelve a entrenar al Atlético, aunque los malos resultados no le permiten finalizar la temporada. La temporada 1981-82, entrena por primera vez fuera del club rojiblanco, al fichar por el Betis, aunque sólo estuvo en el banquillo verdiblanco la primera jornada de Liga, dimitiendo por problemas de salud. La temporada siguiente, 1982-83, retorna al Atlético de Madrid, permaneciendo cuatro temporadas completas (1982-86), logrando en la temporada 1984-85 la Copa del Rey y el subcampeonato en Liga y la siguiente, la Supercopa de España y el subcampeonato en la Recopa de Europa. La siguiente temporada 1986-87, dirige al equipo de nuevo la segunda mitad del campeonato, tras el cese de Martínez Jayo.
En la temporada 1987-88, el Fútbol Club Barcelona se hace con sus servicios a partir de la jornada quinta de Liga, sustituyendo a Terry Venables. Luis Aragonés consigue sacar al equipo de las últimas posiciones, llevándolo al sexto puesto y logrando ganar la Copa del Rey. Dos años después, en la temporada 1990-91, dirige al Español de Barcelona. En la temporada 1991-92, regresa de nuevo al banquillo del Atlético de Madrid, con Jesús Gil en la presidencia. Permanece dos temporadas, logrando en su primer año el título de Copa del Rey ante el Real Madrid en el Bernabéu.
La temporada 1993-94 ficha por el Sevilla, con el que consigue buenos resultados en las dos temporadas que permanece en el equipo. En la 1995-96 es contratado por el Valencia, en el que permanece otras dos campañas, obteniendo el subcampeonato de Liga en su primera temporada. La temporada 1997-98, dirige al Betis por segunda vez en su carrera; la 1999-2000, se hace cargo del Real Oviedo; y la 2000-01, dirige al Mallorca, con el que logra el récord de puntos, igualando el mejor puesto histórico del club en Primera División, con una tercera posición que dio acceso a disputar la única participación del cuadro balear en Liga de Campeones.
Con el Atlético de Madrid en Segunda División y tras una temporada en la que el club rojiblanco se queda a las puertas del ascenso, el entonces presidente Jesús Gil, contrata a Luis para la temporada 2001-02, para devolver al equipo a Primera División. El entrenador, debutante en la categoría de plata, consigue el objetivo, concluyendo primero el campeonato y retornando a la élite del fútbol nacional. La siguiente temporada, la 2002-03, dirige al equipo en Primera y consigue mantenerlo en la élite. En la temporada 2003-04, regresa al banquillo del Mallorca, consiguiendo la permanencia del equipo y alcanzar los octavos de final de la Copa de la UEFA, siendo el conjunto bermellón, el último club español que dirige antes de ser nombrado seleccionador nacional, el 1 de julio de 2004. Luis Aragonés dirigió un total de 757 partidos en Primera División.

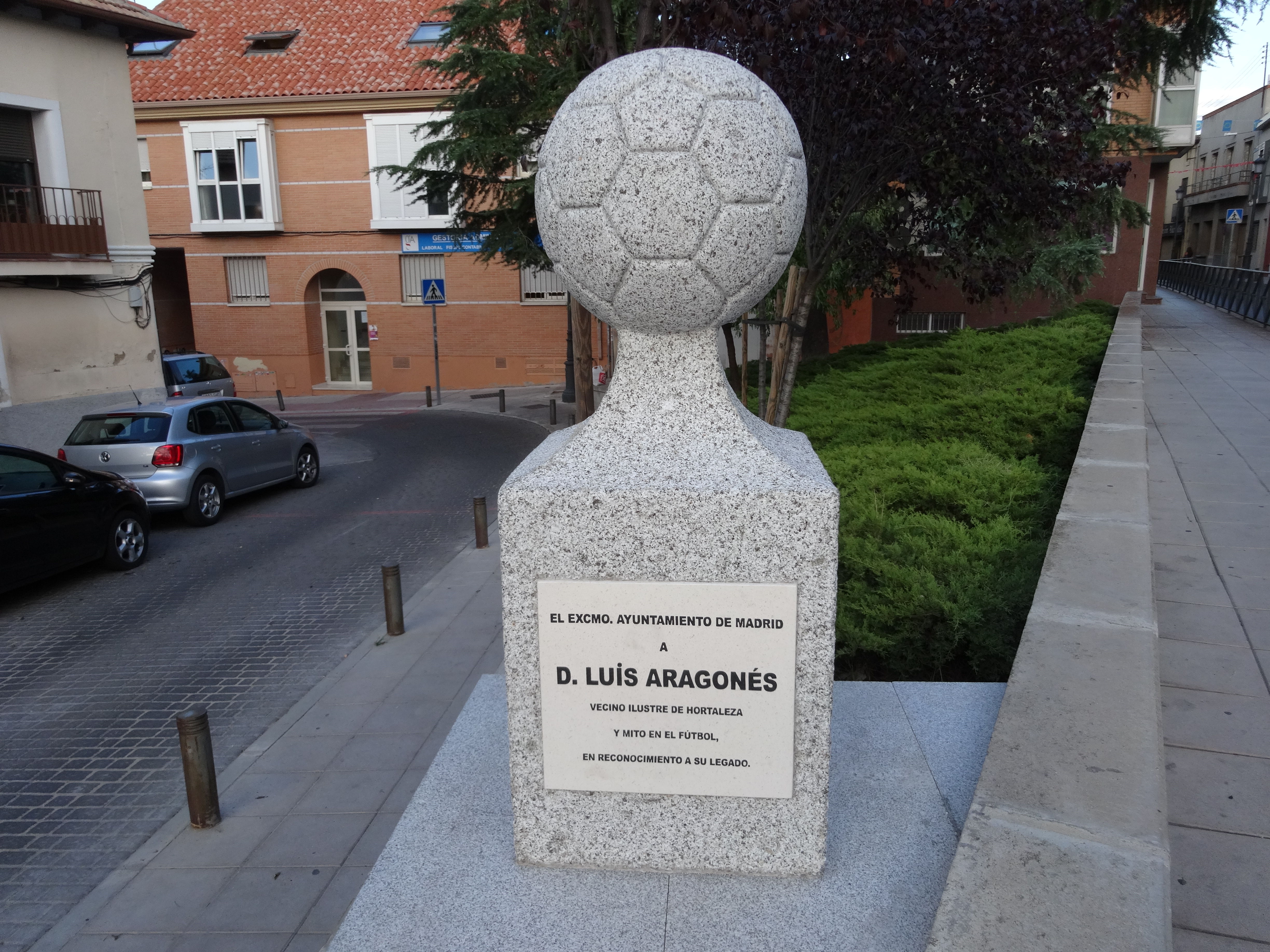
Monolito en homenaje en el distrito de Hortaleza, Madrid.

Tras cuatro años como seleccionador nacional de España (2004-2008), tras proclamarse campeón de Europa en 2008, deja el cargo para fichar por el Fenerbahçe turco por dos temporadas. Sin embargo, en junio de 2009 decide rescindir el contrato con el club de Estambul, el cual le vinculaba hasta 2010.
El 29 de septiembre de 2011, Lorenzo Serra Ferrer le ofrece la oportunidad de dirigir al Mallorca de nuevo, pero este declina la oferta. Finalmente, anuncia su retirada en diciembre de 2013; aunque posteriormente matiza que si le ofrecen volver a entrenar, se lo pensaría.
El 1 de febrero de 2014 a las 6:15 horas, falleció a causa de leucemia. Fue enterrado el 2 de febrero en el cementerio de La Paz de Alcobendas y su funeral contó con la asistencia de numerosos futbolistas, entre los que se encontraban  Xavi Hernández, Andrés Iniesta, David Villa, Cesc Fàbregas o Carles Puyol y entrenadores como Bernd Schuster o Diego Simeone. Desde su fallecimiento, la afición del Atlético suele corear su nombre en los partidos del conjunto rojiblanco.

## Trayectoria como seleccionador
Fue designado seleccionador nacional de fútbol de España, el 1 de julio de 2004, en sustitución de Iñaki Sáez. Ocupó el cargo durante cuatro años (2004-2008), proclamándose campeón de Europa en 2008 y forjando las bases de la selección española más exitosa de la historia.

### Mundial 2006
Su debut como seleccionador nacional, fue el 18 de agosto de 2004 en Las Palmas, en un amistoso con victoria por 3-2 ante Venezuela. Debutó en partido de competición oficial el 8 de septiembre de 2004 en Zenica, con empate a domicilio 1-1 ante Bosnia, correspondiente al primer partido de clasificación para el Mundial de 2006. España concluye la fase clasificatoria como segunda de grupo, a dos puntos de Serbia, clasificándose para la cita mundialista tras imponerse en la repesca ante Eslovaquia.
El Mundial de Alemania 2006, es la primera fase final que dirige. España comenzó levantando grandes expectativas, tras la vistosa goleada 4-0 a Ucrania del primer partido y su posterior clasificación con pleno de victorias y como primera de grupo a los octavos de final. Finalmente el cruce inesperado de octavos con la veterana Francia de Zidane (segunda de su grupo y a la postre finalista del Mundial), fue un obstáculo insalvable para la todavía poco experimentada selección de Luis Aragonés.

### Eurocopa 2008

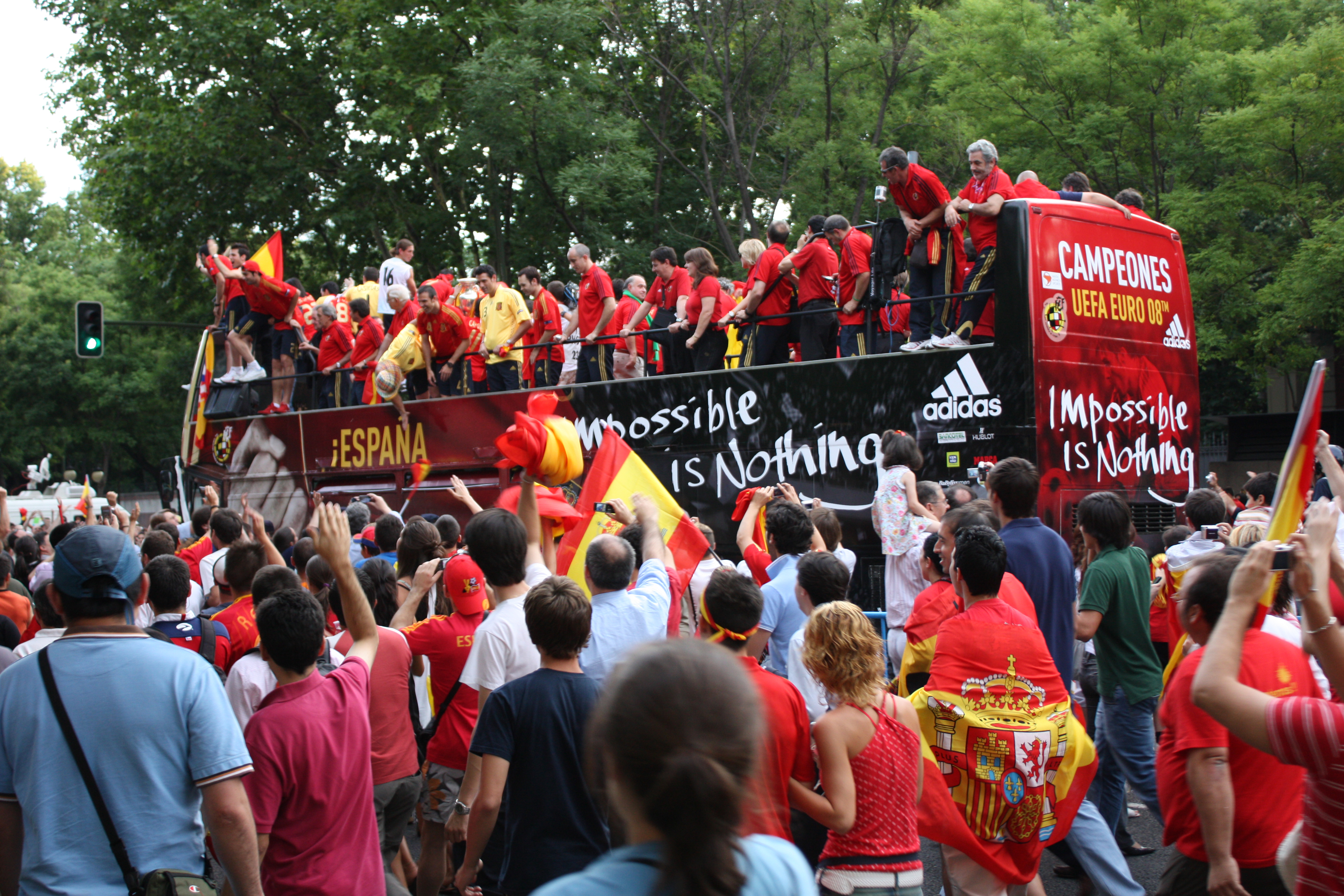
Festejo de la selección nacional en Madrid, por la victoria en la Eurocopa 2008.

Tras un inicio adverso en la fase de clasificación de la Eurocopa 2008, con las derrotas a finales de 2006 en Belfast ante Irlanda del Norte (última convocatoria de Raúl, Salgado o Cañizares), y en Estocolmo ante Suecia, la prestigiosa victoria por 0-1 ante Inglaterra en Old Trafford, del 7 de febrero de 2007, cambia la inercia, dándose inicio a los 35 partidos invictos, que constituyen el récord histórico de imbatibilidad de una selección nacional. En los restantes diez enfrentamientos del grupo de clasificación, se consiguen nueve victorias, entre las que destacan los dos enfrentamientos clave ante Dinamarca (rival directo en el grupo), en la ida del 24 de marzo en el Bernabéu, con victoria por 2-1 y en la vuelta del 13 de octubre en Århus (1-3), que dejaba encarrilada la clasificación para la Eurocopa y que es considerado como el partido del inicio del «tiki-taka», tras la culminación de una jugada de 27 pases, que acabó en gol de Ramos.
España se presentaba en la Eurocopa de Austria y Suiza 2008, una vez más como una clara favorita, tras obtener el pase a la fase final del torneo continental como primera de grupo y las dos victorias consecutivas en los amistosos de preparación del torneo, ante dos campeonas mundiales como Francia e Italia. La selección de Luis Aragonés, quien había avanzado su no continuidad en el cargo tras la disputa del campeonato, quedó encuadrada en el grupo D, junto a Suecia, Grecia y Rusia. En el debut contra Rusia, consigue imponerse por 4-1 con tres goles de Villa y uno de Fàbregas. En el segundo partido contra Suecia, ganó 2-1 con goles de Torres y Villa. En el último partido contra Grecia, se ganó por 1-2 con goles de De la Red y de Güiza, logrando la clasificación a la fase de eliminatorias como primeros.
El cruce de cuartos de final, ante la por entonces vigente campeona mundial Italia, marcó un punto de inflexión en la historia de la selección española. España eliminó a los italianos en la tanda de penaltis (4-2), tras el 0-0 del tiempo reglamentario y la prórroga. En esa tanda sobresalieron dos nombres, Iker Casillas que detuvo dos penaltis y Cesc Fàbregas que marcó el quinto y definitivo penalti, que clasificaba a España a semifinales. En semifinales, se impusieron por un contundente 0-3 a Rusia, con goles de Xavi, Güiza y Silva. En la final disputada en el Ernst Happel de Viena ante Alemania, vencen 0-1 con gol de Torres, logrando España tras 44 años, el campeonato continental por segunda vez en su historia.
En 2008 Mejor seleccionador nacional del mundo según la IFFHS
En 2010 Premio Princesa de Asturias de los Deportes Selección de Fútbol de España.

## Estadísticas

### Clubes
Actualizado a fin de carrera deportiva. Resaltadas temporadas en calidad de cesión.
| Getafe Deportivo | 1956-57                  | 3.ª                      |     |     | Inaccesible | Inaccesible | Inaccesible | Inaccesible |     |     |      |
| Getafe Deportivo | 1957-58                  | 3.ª                      |     |     | Inaccesible | Inaccesible | Inaccesible | Inaccesible |     |     |      |
| Real Madrid C. F. | 1958-61                  | 1.ª                      | -   | -   | -           | -           | -           | -           | 0   | 0   | 0    |
| R. C. Recreativo de Huelva | 1958-59                  | 3.ª                      |     |     | Inaccesible | Inaccesible | Inaccesible | Inaccesible |     |     |      |
| Hércules C. F. | 1959-60                  | 3.ª                      | 24  | 17  | 2           | -           | Inaccesible | Inaccesible | 26  | 17  | 0.65 |
| Úbeda C. F. | 1959-60                  | 3.ª                      |     |     | Inaccesible | Inaccesible | Inaccesible | Inaccesible |     |     |      |
| A. D. Plus Ultra | 1960-61                  | 2.ª                      | 8   | 11  | 1           | -           | -           | -           | 9   | 11  | 1.22 |
| Real Oviedo | 1960-61                  | 1.ª                      | 13  | 4   | 2           | 1           | -           | -           | 15  | 5   | 0.33 |
| Real Betis | 1961-62                  | 1.ª                      | 28  | 8   | 4           | 2           | -           | -           | 32  | 10  | 0.31 |
| Real Betis | 1962-63                  | 1.ª                      | 30  | 14  | 7           | 6           | -           | -           | 37  | 20  | 0.54 |
| Real Betis | 1963-64                  | 1.ª                      | 24  | 11  | -           | -           | -           | -           | 24  | 11  | 0.46 |
| Total Real Betis | Total Real Betis         | Total Real Betis         | 82  | 33  | 11          | 8           | 0           | 0           | 93  | 41  | 0.44 |
| Atlético de Madrid | 1963-64                  | 1.ª                      | -   | -   | 5           | 3           | -           | -           | 5   | 3   | 0.60 |
| Atlético de Madrid | 1964-65                  | 1.ª                      | 30  | 19  | 6           | 3           | 7           | 6           | 43  | 28  | 0.65 |
| Atlético de Madrid | 1965-66                  | 1.ª                      | 28  | 18  | 4           | -           | 6           | 2           | 38  | 20  | 0.53 |
| Atlético de Madrid | 1966-67                  | 1.ª                      | 23  | 11  | 5           | 4           | 4           | 4           | 32  | 19  | 0.59 |
| Atlético de Madrid | 1967-68                  | 1.ª                      | 28  | 16  | 6           | 2           | 4           | 1           | 38  | 19  | 0.50 |
| Atlético de Madrid | 1968-69                  | 1.ª                      | 17  | 4   | 4           | 2           | 2           | 1           | 23  | 7   | 0.30 |
| Atlético de Madrid | 1969-70                  | 1.ª                      | 30  | 16  | 4           | 3           | -           | -           | 34  | 19  | 0.56 |
| Atlético de Madrid | 1970-71                  | 1.ª                      | 17  | 3   | 7           | 1           | 8           | 6           | 32  | 10  | 0.31 |
| Atlético de Madrid | 1971-72                  | 1.ª                      | 31  | 11  | 7           | 3           | 2           | -           | 40  | 14  | 0.35 |
| Atlético de Madrid | 1972-73                  | 1.ª                      | 32  | 16  | 2           | -           | 3           | 2           | 37  | 18  | 0.49 |
| Atlético de Madrid | 1973-74                  | 1.ª                      | 23  | 9   | 5           | 1           | 9           | 2           | 37  | 12  | 0.32 |
| Atlético de Madrid | 1974-75                  | 1.ª                      | 6   | -   | -           | -           | 3           | 3           | 9   | 3   | 0.33 |
| Total Atlético de Madrid | Total Atlético de Madrid | Total Atlético de Madrid | 265 | 123 | 55          | 22          | 48          | 27          | 368 | 172 | 0.47 |
| Total carrera | Total carrera            | Total carrera            | 392 | 188 | 71          | 31          | 48          | 27          | 511 | 246 | 0.48 |
| (1) Resaltados los goles que le proclamaron máximo goleador del campeonato. (2) Incluye datos de Copa del Rey (1960-75), y partidos de promoción de ascenso/descenso (1959-61). (3) Incluye datos de Copa UEFA (1971-75); Liga de Campeones (1966-74); Recopa de Europa (1965-73); Copa de Ferias (1964-69). (4) No incluye datos de partidos amistosos. |                          |                          |     |     |             |             |             |             |     |     |      |

### Entrenador
| Equipo                        | País    | Año       | PJ   | PG  | PE  | PP  | EF%    |
| ----------------------------- | ------- | --------- | ---- | --- | --- | --- | ------ |
| Club Atlético de Madrid       | España  | 1974-1978 | 258  | 115 | 68  | 75  | 53.36% |
| Club Atlético de Madrid       | España  | 1979-1980 | 32   | 18  | 5   | 9   | 75%    |
| Real Betis Balompié           | España  | 1981-1982 | 42   | 20  | 8   | 14  | 53.97% |
| Club Atlético de Madrid       | España  | 1982-1987 | 233  | 117 | 53  | 63  | 57.06% |
| Fútbol Club Barcelona         | España  | 1987-1988 | 55   | 25  | 13  | 17  | 53.33% |
| Real Club Deportivo Español   | España  | 1990-1991 | 44   | 15  | 12  | 17  | 43.18% |
| Club Atlético de Madrid       | España  | 1991-1993 | 99   | 54  | 20  | 25  | 61.28% |
| Sevilla Fútbol Club           | España  | 1993-1995 | 88   | 36  | 26  | 26  | 50.76% |
| Valencia Club de Fútbol       | España  | 1995-1997 | 100  | 48  | 21  | 31  | 55%    |
| Real Betis Balompié           | España  | 1997-1998 | 48   | 21  | 11  | 16  | 51.39% |
| Real Oviedo                   | España  | 1999-2000 | 44   | 14  | 13  | 17  | 33.5%  |
| Real Club Deportivo Mallorca  | España  | 2000-2001 | 46   | 26  | 11  | 9   | 64.49% |
| Club Atlético de Madrid       | España  | 2001-2003 | 87   | 39  | 22  | 26  | 53.26% |
| Real Club Deportivo Mallorca  | España  | 2003-2004 | 48   | 20  | 7   | 21  | 46.53% |
| Selección de fútbol de España | España  | 2004-2008 | 54   | 38  | 12  | 4   | 77.78% |
| Fenerbahçe Spor Kulübü        | Turquía | 2008-2009 | 53   | 28  | 11  | 14  | 59.75% |
| Total                         | Total   | Total     | 1331 | 634 | 313 | 384 | 55.47% |

## Palmarés

### Jugador

#### Campeonatos nacionales
| Título                | Club                    | País   | Año  |
| --------------------- | ----------------------- | ------ | ---- |
| Copa del Generalísimo | Club Atlético de Madrid | España | 1965 |
| Liga de España        | Club Atlético de Madrid | España | 1966 |
| Liga de España        | Club Atlético de Madrid | España | 1970 |
| Copa del Generalísimo | Club Atlético de Madrid | España | 1972 |
| Liga de España        | Club Atlético de Madrid | España | 1973 |

#### Distinciones individuales
| Distinción      | Año  |
| --------------- | ---- |
| Trofeo Pichichi | 1970 |

### Entrenador

#### Campeonatos nacionales
| Título              | Club                    | País   | Año  |
| ------------------- | ----------------------- | ------ | ---- |
| Copa del Rey        | Club Atlético de Madrid | España | 1976 |
| Liga de España      | Club Atlético de Madrid | España | 1977 |
| Copa del Rey        | Club Atlético de Madrid | España | 1985 |
| Supercopa de España | Club Atlético de Madrid | España | 1985 |
| Copa del Rey        | Fútbol Club Barcelona   | España | 1988 |
| Copa del Rey        | Club Atlético de Madrid | España | 1992 |
| Segunda División    | Club Atlético de Madrid | España | 2002 |

#### Campeonatos internacionales
| Título                | Equipo                  | Sede            | Año  |
| --------------------- | ----------------------- | --------------- | ---- |
| Copa Intercontinental | Club Atlético de Madrid | Madrid          | 1974 |
| Eurocopa              | España                  | Austria y Suiza | 2008 |

#### Distinciones individuales
| Distinción                                     | Año  |
| ---------------------------------------------- | ---- |
| Premio Don Balón – Mejor entrenador de La Liga | 1977 |
| Premios Siete Estrellas del deporte            | 2001 |
| Premio IFFHS – Mejor seleccionador del año     | 2008 |

#### Condecoraciones
| Distinción                                       | Año  |
| ------------------------------------------------ | ---- |
| Medalla de Oro - Real Orden del Mérito Deportivo | 2001 |

## Homenajes
El 20 de febrero de 2009, la RFEF decidió nombrar el salón de actos de la sede como Luis Aragonés, en honor a su trayectoria como seleccionador nacional.
El 26 de febrero de 2014, el Ayuntamiento de Madrid aprobó nombrar la avenida que comienza después de la calle Mequinenza y que termina una vez conecta con el Estadio Metropolitano como Luis Aragonés. Asimismo, el Ayuntamiento le ha dedicado un monolito, un centro deportivo municipal en el distrito en que nació y un busto en la plaza de Chabuca Granda, cerca de la vivienda donde nació y residió.
El 29 de octubre de 2021, se inauguró en el exterior del Estadio Metropolitano una estatua en su honor, financiada íntegramente por los aficionados rojiblancos y diseñada por la escultora Alicia Huertas.

## Filmografía
- Documental Mediaset.es (5-3-2014), «Grande Luis» en mitele.es[42]
- Documental Canal+ (7-2-2014), «¡Qúe manera de vivir!» en plus.es[43]
- Documental TVE (10-6-2014), «Conexión Vintage - Luis Aragonés. El comienzo» en rtve.es
- Documental TVE (16-2-2017), «Conexión Vintage - Eterno Luis Aragonés» en rtve.es
- Documental Amazon Prime Video (2018), Luis, el sabio del éxito en primevideo.com